# Flori Mumajesi
Flori Mumajesi (albansko flɔɾian mumajɛsi), albanski pevec, skladatelj, glasbeni producent in tekstopisec, * 16. avgust 1982, Tirana, Ljudska republika Albanija.
Posebej je znan kot eden najuspešnejših skladateljev v Albaniji in v albansko govorečem svetu. Svojo kariero je začel že precej zgodaj in postal prepoznaven po svojih udeležbah na tekmovanju Kënga Magjike, na katerem je leta 2018 tudi zmagal. Svojo zgodnjo kariero je nadaljeval leta 2011, ko je izšel njegov debitantski studijski album Detaj, ki vsebuje glasbene elemente vseh njegovih prejšnjih plošč.
Z bolj odraslim imidžem je Mumajesi začel, ko je ustanovil svojo založniško hišo Threedots, s katero je ustvaril več plošč albanskih in balkanskih izvajalcev. Je prejemnik številnih nagrad in priznanj, vključno z Balkansko glasbeno nagrado, nagrado Kënga Magjike in nagrado Top Fest.

## Življenje in kariera
Mumajesi se je rodil 16. avgusta 1982 v albanski družini v Tirani, takratnem glavnem mestu Ljudske republike Albanije. Že zgodaj je pokazal veliko zanimanje za nastopanje in snemanje glasbe. Svoj profesionalni debi je doživel leta 1998 kot član fantovske skupine The Dreams, s katero je sodeloval leta 2000 na festivalu Festivali i Këngës, leto kasneje pa na glasbenem tekmovanju Kënga Magjike.
V albanski glasbeni industriji je kasneje postal znan kot solo pevec, še kasneje pa kot skladatelj. Leta 2002 se je zopet udeležil tekmovanja Kënga Magjike in nadaljeval s sodelovanjem z različnimi izvajalci. Na tem tekmovanju je osvojil nagrado ne samo za svojo skladbo in interpretacijo, pač pa tudi za skladbe, ki jih je ustvaril za druge izvajalce. Nekaj časa je deloval kot menedžer pevke Soni Malaj. Skupaj še z nekaterimi profesionalnimi glasbeniki je ustanovil lastno založniško hišo Threedots Production, s katero so sodelovali številni znani albanski glasbeniki.
Od začetka svoje solo kariere je bil zelo uspešen. Po izdaji singlov "Tallava", "Playback" in "Me Zemër" pa je prejel še boljši odziv publike zaradi mešanja različnih žanrov, kot so plesna glasba, R&B in modernih ritmov.
Mednarodno zanimanje je prejel po svojem sodelovanju na bolgarski televiziji Balkanika TV, največjem balkanskem glasbenem televizijskem kanalu. Leta 2009 je prejel številne nominacije na Balkanskih glasbenih nagradah za prispevek balkanski glasbi. Njegova skladba "Playback" je istega leta osvojila nagrado za "Najboljšo skladbo iz Albanije" in se uvrstila na 2. mesto lestvice najboljših balkanskih skladb. Leto kasneje je bil nominiran kot skladatelj skladbe "Origjinale", ki jo je odpela Aurela Gače. Skladba je osvojila nagrado za "Najboljšo balkansko skladbo leta 2010".

## Izbrana diskografija
Album
- Detaj (2011)

Singli
- "Fluturimi 3470" (2007) – s Soni Malaj
- "Playback" (2009)
- "Crazy Girl" (2010) – z 2po2
- "Tallava" (2011)
- "Tequila vava" (2011) – z Albatritom Mučiqijem
- "S'të mbaj inat" (2012) – z Labi
- "Gjithë jetën" (2012) – z 2po2
- "Me zemër" (2012)
- "Pa jetë" (2013)
- "Jo vetëm fjalë" (2013) – z Geno
- "Lule Lule" (2013) – s KAOS
- "Ke" (2014)
- "Ta boja me drita" (2014)
- "Ku isha une" (2014) – Argjentino Ramosaj
- "Nallane" (2015) – z DJ Vicky
- "Me fjalë të vogla" (2015)
- "Beautiful" (2016) – z Ledrijem Vulo
- "Nallane 2" (2016) – z DJ Vicky
- "Në shpirt" (2017) – z Elinel
- "Nallane 3" (2017) – z Arilena Ara in DJ Vicky
- "Karma" (2017) – z Brunom, Klajdi in DJ Vicky
- "Shanghai" (2018) – z DJ Vicky
- "Plas" (2018)
- "Mori" (2018) – z Ghetto Geasy in Brunom
- "Thjesth të du" (2019)
- "Dhemb" (2020)